# ドルト信仰基準
ドルト信仰基準（ドルトしんこうきじゅん）あるいはドルト信条（ドルトしんじょう）は、1618年のドルトレヒト会議で決められた信仰基準。
オランダ改革派出身のヤーコブス・アルミニウスの死後、1610年に彼の支持者たちが、自分たちの信条を定めた『建白書』（Remonstrantie）を提出し、アルミニウス主義の認可を政府に求めた。これが元で1618年にドルトレヒト会議が開かれ、その際に信仰基準が決められた。この会議では、アルミニウス主義は公式に認められなかった。その基準は、改革派教会、長老派教会といったカルヴァン主義の特徴を5つの特質として明確にしたことで神学史上大きな意味がある。
1. 全的堕落（Total depravity） - 堕落後の人間はすべて全的に腐敗しており、自らの意志で神に仕えることを選び取れない。
2. 無条件的選び（Unconditional election） - 神は無条件に特定の人間を救いに、特定の人間を破滅に選んでいる（予定説）。
3. 制限的・限定的贖罪（Limited atonement） - キリストの贖いは、救いに選ばれた者だけのためにある。
4. 不可抵抗的恩恵（Irresistible grace） - 予定された人間は、神の恵みを拒否することができない。
5. 聖徒の堅忍（Perseverance of the saints） - いったん予定された人間は、最後まで堅く立って耐え忍び、必ず救われる。

この頭文字をとって「TULIP」（チューリップ）の神学と呼ばれる。「カルヴィニズムの五箇条」として、カルヴァン主義の中心的な教理として扱われることがあるが、このドルト信仰基準はあくまでアルミニウス主義陣営の信条に対抗してつくられたものである。